# Corivell
La corivell és una varietat d'olivera.
L'arbre de la varietat corivell és menys vigorós que el de l'altra varietat empordanesa argudell. De capçada més reduïda i amb tendència a tenir les branques pendulars. Fulles de forma el·líptica-lanceolades, amb l'anvers de color verd clar i el dors gris platejat.
Les inflorescències paniculades es troben agrupades en la part mitjana del ram i és androestéril.
Els fruits es troben normalment en poms visibles des de l'exterior. Té un peduncle llarg, és de mida petita, simètrica, de forma ovoïdal amb l'àpex acabat amb mugró. Quan inicia la maduració, passa a color vermellós, i no arriba gairebé mai al color negre. La polpa està adherida al pinyol i és de color blanc. L'endocarpi és de mida petita de forma el·líptica i superfície rugosa amb de 7 a 10 solcs fibrovasculars.

## Característiques agronòmiques
És una varietat rústica, encara que una mica sensible al repiló (Spilocaea oleagina), que s'adapta perfectament a les condicions edafoclimàtiques de la comarca de l'Empordà. Igual com l'argudell, només es coneix el seu cultiu en aquestes comarques.
És de maduració molt tardana i uniforme: des de l'última setmana de desembre fins a mitjan gener. El fruit presenta una alta resistència a la caiguda, per la qual cosa, la seva adaptació a la collita mecanitzada amb vibrador és baixa.

## Usos
Principalment la producció d'oli, que és molt apreciat. És una varietat que dona olis molt fins amb una intensitat d'amarg alta, i de molta qualitat. Encara que és una varietat molt productiva, el seu rendiment en oli és del 16-18%, considerat de nivell mitjà-baix.
L'oli produït per les oliveres de la varietat corivell són Denominació d'Origen Protegida Oli de l'Empordà.